# Strong Poison
Strong Poison (in het Nederlands verschenen onder de titel Zwaar vergif) is een detectiveroman van de Engelse schrijfster Dorothy L. Sayers uit 1930 - 1931. Het is het vijfde verhaal in haar serie van elf romans rond de aristocratische amateurdetective Lord Peter Wimsey, die overigens ook een rol speelt in een serie korte verhalen van de schrijfster.
Strong Poison is de eerste roman waarin de detectiveschrijfster Harriet Vane voorkomt, die in nog drie latere romans in de reeks een belangrijke rol vervult, te weten in Have His Carcase (1932), Gaudy Night (1936) en Busman's Honeymoon (1937).

## Titel
De titel van de roman is ontleend aan een versie van een traditionele ballade die in diverse landen in West-Europa in verschillende vormen voorkwam en in Groot-Brittannië bekend is onder de titel Lord Randall.

## Korte inhoud
De succesvolle misdaadschrijfster Harriet Vane wordt beschuldigd van moord op haar voormalige minnaar, de wat minder succesvolle literaire schrijver en vrijdenker Philip Boyes. Zij had erin toegestemd ongetrouwd met hem samen te wonen omdat hij niet geloofde in burgerlijke zaken als het huwelijk. Toen hij haar uiteindelijk toch ten huwelijk vroeg voelde zij dit als een vorm van verraad en als een soort van 'beloning voor goed gedrag', waarop zij hem verliet.
Boyes voelde zich de afgelopen tijd herhaaldelijk onwel. Kort na de verwijdering tussen de twee overleed hij, zoals later blijkt, als gevolg van een vergiftiging met arseen. Aangezien Harriet Vane in die periode onderzoek deed naar verschillende vergiften in verband met de voorbereiding van een nieuw boek viel de verdenking van de moord op haar.
De resulterende rechtszaak trekt de aandacht van Peter Wimsey, die intuïtief overtuigd is van haar onschuld. Niettemin lijken alle feiten in haar richting te wijzen en een veroordeling lijkt onafwendbaar. De jury kan echter niet tot een eensluidend oordeel komen en er moet een nieuwe zaak worden aangespannen, waardoor enige tijd ontstaat voor nader onderzoek.
Peter Wimsey bezoekt Harriet Vane in de gevangenis en biedt zijn hulp aan door een onderzoek naar de kwestie te beginnen. Hij is inmiddels halsoverkop verliefd geworden en aarzelt niet om haar een huwelijksaanzoek te doen, dat zij afslaat. Hij zet zijn onderzoek niettemin in gang en onderzoekt in eerste instantie of het wellicht om zelfmoord ging. Als dat spoor doodloopt richt zijn aandacht zich op Boyes' neef Urquhart, die de zaken waarneemt voor een zeer oude, handelingsonbekwaam geraakte gefortuneerde tante en het door haar opgestelde testament beheert. Met behulp van een paar door Lord Peter ingezette vertrouwde vrouwelijke medewerkers weet hij op slinkse wijze achter de waarheid van het testament te komen, hetgeen enige komische scènes oplevert.
Na vele verwikkelingen leidt het onderzoek uiteindelijk tot een climax en de verwachte vrijspraak van de verdachte. Harriet Vane gaat overigens nog steeds niet in op de avances van Lord Peter. Zij besluit er een poosje tussenuit te gaan op een lange wandeltocht, die ertoe leidt dat de twee hoofdpersonen tijdens een nieuwe zaak opnieuw elkaars weg kruisen.

## Bewerkingen
Strong Poison werd in 1973 bewerkt voor een via de BBC uitgezonden radioserie met Ian Carmichael als Lord Peter en Ann Bell as Harriet Vane.
In 1987 werd het boek bewerkt voor een televisieserie met verfilmingen van de verhalen van Dorothy Sayers. Edward Petherbridge speelde daarin de rol van Peter Wimsey en Harriet Walter vertolkte Harriet Vane.